# Procédé du comté de Lincoln

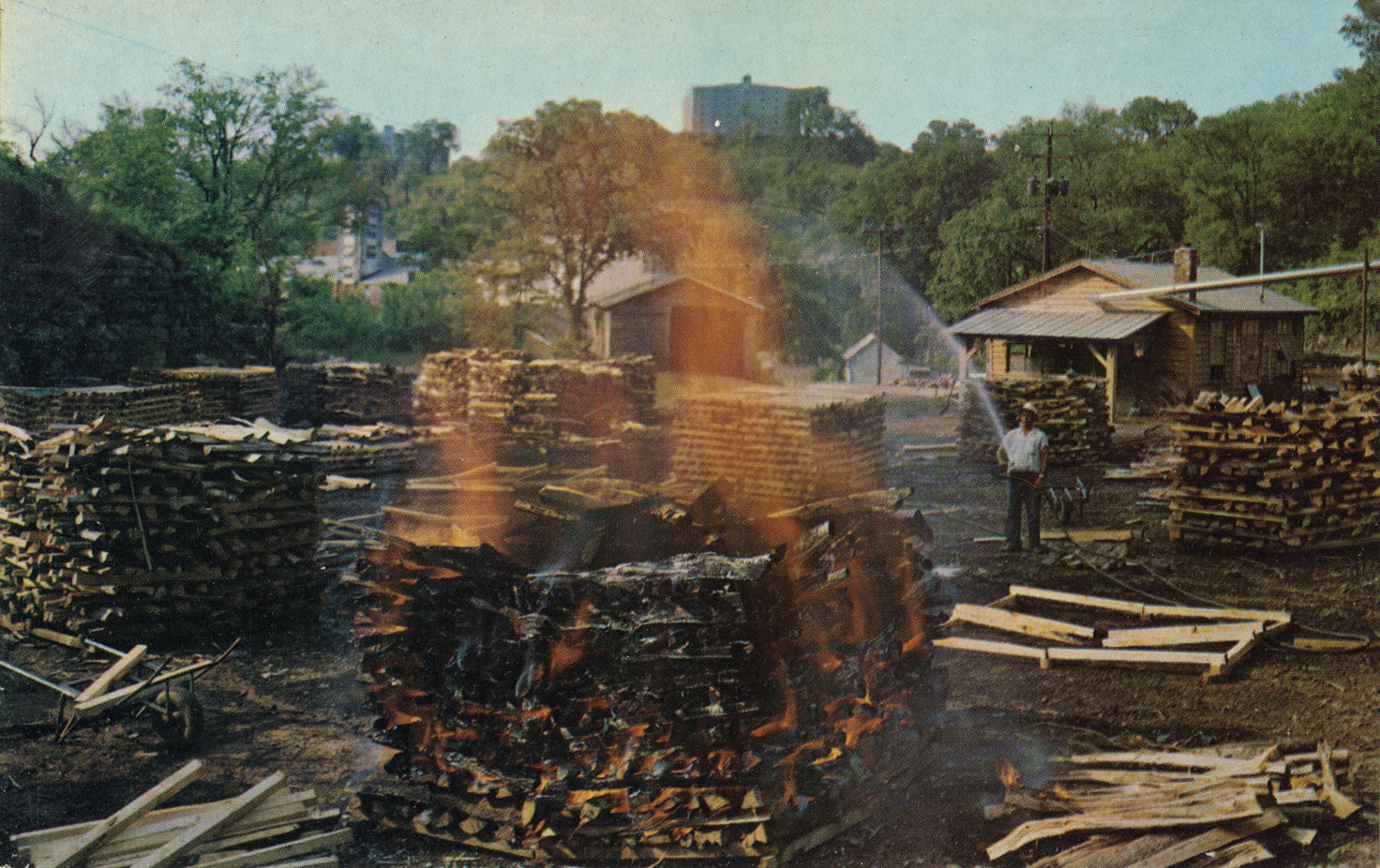
Fabrication de charbon de bois chez Jack Daniels, Jack Daniel Distillery

Le procédé du comté de Lincoln (ou Lincoln County Process en anglais) est un procédé technique utilisé pour la fabrication du Tennessee whiskey représenté par des marques comme Jack Daniel's et George Dickel.
Le procédé porte le nom du comté de Lincoln dans le Tennessee qui était le lieu d’installation de la distillerie Jack Daniel's au moment de l’invention. Ses origines exactes ne sont pas complètement claires. L’invention est généralement attribuée à Alfred Eaton, un distillateur en activité dans la région au début des années 1800.
Ce procédé consiste à filtrer le whiskey à travers une colonne de charbon de bois d'érable d'environ trois mètres d'épaisseur avant la mise en fûts. Ce procédé donne à l'eau-de-vie un goût distinctif et une douceur particulière.
C’est l’utilisation de ce procédé qui marque la différence entre le Tennessee whiskey et le Bourbon.